# Kellojärvet
Kellojärvet är en grupp småsjöar i Suomussalmi kommun i landskapet Kajanaland
- Ylimmäinen Kellojärvi, 65°21′00″N 28°59′11″Ö / 65.3499°N 28.9865°Ö (22 ha)
- Keskimmäinen Kellojärvi, 65°20′30″N 28°59′00″Ö / 65.3417°N 28.9834°Ö (12 ha)
- Alimmainen Kellojärvi, 65°20′27″N 28°56′53″Ö / 65.3408°N 28.948°Ö (67,9 ha)